# Beth Midrash
Un beth midrash (hébreu : בית מדרש ; appelé aussi Beis Medrash, Beit Midrash, pl. batei midrash ou bossei medresh) est un lieu d’étude de la Torah.

## Structure
La maison de l'apprentissage se réfère à une salle d'étude, dans une synagogue, une yeshiva, un kollel, ou dans un autre bâtiment. Elle est distincte de la synagogue, bien que de nombreuses synagogues utilisent des batei midrash et vice versa.
Généralement, il y a des bancs ou des chaises et des tables, où les livres servant à l'étude sont placés.
Un beth midrash possède plusieurs centaines de livres, dont au moins plusieurs copies de l'ensemble du Talmud, de la Torah, de Siddurim (en) (livres de prières), Choul'han Aroukh, Mishneh Torah, Arbaah Turim et d'autres ouvrages fréquemment consultés.
Dans les temps modernes, les batei midrash se trouvent habituellement que les halls centraux de l'étude des écoles talmudiques ou de kollels, les deux institutions d'étude de la Torah. L'emplacement et l'institution d'étude sont souvent interchangeables, de sorte que dans le langage populaire, yeshivot sont parfois désignées comme batei midrash. Un beth midrash peut également être logé dans une synagogue, ou vice versa.